# Князево (Псковский район)
Князево — деревня в Ядровской волости Псковского района Псковской области.
Расположена 8 км к югу от деревни Черёха и в 3 км к востоку от деревни Соловьи.
| 2001 | 2002 | 2010 |
| ---- | ---- | ---- |
| 27   | ↗38  | ↘14  |